# 核・エネルギー問題情報センター
核・エネルギー問題情報センター（かく・エネルギーもんだいじょうほうセンター、英語 Nuclear and Energy Related-Information Centre ; NERIC）は、日本の民間シンクタンク。

## 沿革
1979年、スリーマイル島原発事故にあたり、原子力問題全国情報センター（代表、三宅泰雄ら）が真相究明や日本の科学的な対応を求めた。1986年、原子力問題情報センター。2006年、現名称に改称。2011年3月の福島第一原子力発電所事故後、原因究明や安全対策について取り組んでいる。

## 機関誌
- 原子力問題全国情報センター編、月刊『原子力ニュース』 1980年4月25日創刊、1号-246号
- 原子力問題情報センター編、月刊『核・原子力・エネルギー問題ニューズ』、2004年より改題、247号-276号
- 核・エネルギー問題情報センター編、年10回刊『NERIC news』、2007年4月より改題、277号-[3]

## 役員
- 舘野淳　事務局長
- 吉田康彦　常任理事
- 角田道生　常任理事
- 青柳長紀　常任理事
- 野口邦和　常任理事